# Dean Fleischer Camp
Dean Fleischer Camp   (también conocido como  Dean Fleischer-Camp, nacido el 28 de febrero de 1984) es un director de cine, productor de cine, guionista y editor de cine estadounidense. Creó los cortometrajes de Marcel the Shell with Shoes On con Jenny Slate, con quien estuvo casado entre los años 2012 y 2016. También dirigió y protagonizó el largometraje del mismo nombre, que coescribió con Slate y Nick Paley Por su trabajo en el largometraje, Fleischer Camp y Paley fueron nominados al Premio Independent Spirit al Mejor Montaje en la 38ª edición de los Premios Independent Spirit . Fleischer Camp también fue nominada al Premio Óscar a la Mejor Película de Animación en la 95ª edición de los Premios Óscar. También dirigió el documental Fraud de 2016.
En julio de 2022, se anunció que Fleischer Camp dirigiría la nueva versión de acción real de Lilo & Stitch para Disney.    

## Inicios
Fleischer Camp es graduado de la Tisch School of the Arts. Su madre era trabajadora social . Creció en el condado de Henrico, Virginia y se graduó de la escuela secundaria Douglas S. Freeman . 

## Vida personal
En septiembre de 2012, Fleischer Camp se casó con la actriz Jenny Slate . La pareja anunció su separación en mayo de 2016.

## Filmografía

### Películas
| Año  | Título                         | Director | Productor | Escritor | Notas                                |
| ---- | ------------------------------ | -------- | --------- | -------- | ------------------------------------ |
| 2016 | Fraud                          | Sí       | No        | No       | Documental                           |
| 2021 | Marcel the Shell with Shoes On | Sí       | Sí        | Sí       | También editor y actor (como "Dean") |
| 2025 | Lilo y Stitch                  | Sí       | No        | No       |                                      |

### Televisión
| Año  | Título                                       | Director | Escritor | Editor | Notas                      |
| ---- | -------------------------------------------- | -------- | -------- | ------ | -------------------------- |
| 2010 | Superego                                     | No       | No       | Sí     | Película para televisión   |
| 2014 | Thank You Very Much with Host Jack Antonoff  | No       | Sí       | No     | Película para televisión   |
| 2014 | Rubberhead                                   | Sí       | No       | No     | Película para televisión   |
| 2015 | Better. Dumber. Faster. with Kurt Braunohler | Sí       | No       | No     | especial de televisión     |
| 2019 | The Bible                                    | Sí       | Sí       | Sí     | cortometraje de televisión |

### Cortometrajes
| Year | Title                                                                        | Director | Producer | Writer | DoP | Editor |
| ---- | ---------------------------------------------------------------------------- | -------- | -------- | ------ | --- | ------ |
| 2008 | Steven                                                                       | No       | No       | No     | No  | Sí     |
| 2009 | Science Fair (Or: Migratory Patterns & the Flight of the March Brown Mayfly) | Sí       | No       | Sí     | No  | Sí     |
| 2009 | Fashion Kills!                                                               | Sí       | No       | No     | No  | Sí     |
| 2009 | Reality Boom                                                                 | No       | No       | No     | No  | Sí     |
| 2010 | Marcel the Shell with Shoes On                                               | Sí       | Sí       | Sí     | No  | Sí     |
| 2011 | Marcel the Shell with Shoes On, Two                                          | Sí       | Sí       | Sí     | No  | Sí     |
| 2012 | Smile                                                                        | Sí       | Sí       | No     | Sí  | Sí     |
| 2013 | We Do Not Belong                                                             | Sí       | No       | Sí     | No  | Sí     |
| 2014 | Catherine                                                                    | Sí       | No       | Sí     | No  | Sí     |
| 2014 | Marcel the Shell with Shoes On, Three                                        | Sí       | Sí       | Sí     | No  | Sí     |
| 2016 | Hospital Head Doctor                                                         | Sí       | No       | Sí     | No  | No     |